# José Francisco Rezende Dias
José Francisco Rezende Dias (* 2. April 1956 in Brasópolis) ist ein brasilianischer Geistlicher und römisch-katholischer Erzbischof von Niterói.

## Leben
José Francisco Rezende Dias empfing am 10. November 1979 die Priesterweihe.
Papst Johannes Paul II. ernannte ihn am 28. März 2001 zum Weihbischof in Pouso Alegre und Titularbischof von Turres Ammeniae. Der Erzbischof von Pouso Alegre, Ricardo Pedro Chaves Pinto Filho OPraem, spendete ihm am 2. Juni desselben Jahres die Bischofsweihe; Mitkonsekratoren waren Walmor Oliveira de Azevedo, Weihbischof in São Salvador da Bahia, und Pedro Luiz Stringhini, Weihbischof in São Paulo. Als Wahlspruch wählte er IN LIBERTATEM VOCATI ESTIS.
Am 30. März 2005 wurde er zum Bischof von Duque de Caxias ernannt. Papst Benedikt XVI. ernannte ihn am 30. November 2011 zum Erzbischof von Niterói. Als neuen Wahlspruch wählte er VIVAMOS POR ELE („Durch ihn leben wir“, 1 Joh 4,9 ).
Erzbischof Dias nahm das 1996 von seinem Vorvorgänger Carlos Alberto Etchandy Gimeno Navarro initiierte und von dessen Nachfolger Alano Maria Pena stillgelegte Projekt einer neuen Kathedrale nach Plänen des renommierten Architekten Oscar Niemeyer (1907–2012) wieder auf.